# Art'owr Oskanyan
Art'owr Oskanyan (in armeno Արթուր Ոսկանյան?; Erevan, 13 agosto 1976) è un allenatore di calcio ed ex calciatore armeno, di ruolo centrocampista.

## Palmarès

### Giocatore

#### Club
- Campionato armeno: 3

Pyunik: 2004, 2005, 2006
- Coppa d'Armenia: 1

Pyunik: 2004
- Supercoppa d'Armenia: 2

Pyunik: 2004, 2005

#### Individuale
- Calciatore armeno dell'anno: 1

1998